# TVポテトジャーナル
『TVポテトジャーナル』（テレビポテトジャーナル）は、北海道文化放送（UHB）が1989年10月2日から1993年9月30日まで放送していた夕方ワイド番組。同局としては、初の大型ベルト番組。
本稿では1993年10月1日から1994年9月30日まで放送されていた、後継番組である『ポテト』に関しても記述。

## 概要
テレビ東京系列で道内最後発となるテレビ北海道（TVh）の1989年10月1日開局にともない、それまでテレビ東京系列番組の遅れ放送やアニメの再放送に充てられていた16時台に、同年10月2日より毎週月曜日から金曜日のベルト番組として立ち上げられた。
本番組の開始により、直後の夕方5時台はドラマ再放送枠（『DOKI DOKIシリーズ』）になり、現在も放送時間帯を変えながらも続けられている。これとは別に17時台に放送されていた、フジテレビからのネット番組『パラダイスGoGo!!』が、他のネット局と同様に9月限りで放送を打ち切り、10月以降、フジテレビのみの関東ローカル放送となる。
開始当初は当時の夕方の編成でのドル箱路線だったアニメ・ドラマ再放送に苦戦したが、2年目頃から「嫁来いキャラバン」などの名物コーナーが生まれ、徐々に番組の知名度も上がり、この時期にこの番組としての最高視聴率である10.9％を記録する。しかし、その頃ライバル局である札幌テレビ放送（STV）が、1991年10月7日より『どさんこワイド120』の放送を開始し夕方枠に本格進出することとなる。
STV『どさんこワイド』開始以降、再び視聴率で苦戦するものの、1993年10月に前座番組『タイム3』が『タイムアングル』としてリニューアルしてからは放送時間を30分繰り上げ、内容をほぼ引き継ぐ形で『ポテト』が放送開始された。しかし、STVが『どさんこワイド』の放送時間を拡大。さらに、北海道放送（HBC）が『ゆうやけワイド・テレビ一番星』を立ち上げ、視聴率争いが激化。最終的に1994年9月30日をもって5年間の歴史に幕を下ろすこととなった。
UHBは長らく夕方ワイド番組を制作していなかったが、2011年4月4日に『U型テレビ』で再開した。

## 出演者

### メインキャスター
- 山田英寿（当時UHBアナウンサー、1989年10月 - 1993年3月）
- 三浦エミリア（当時ローカルタレント、1989年10月 - 1991年3月）
- 並木道子（1990年4月 - 1990年9月）
- 松橋直恵（1991年4月 - 1992年3月）
- 米山みつ（当時UHBアナウンサー、1992年4月 - 1993年9月）
- 土屋惠史（当時UHBアナウンサー、1992年4月 - 1993年9月）
- 近田誉（当時UHBアナウンサー、1993年10月 - 1994年9月）
- 谷井智子（1993年10月 - 1994年3月）
- 伊藤美菜子（当時UHBアナウンサー、1994年4月 - 1994年9月）

1994年9月30日の最終回には山田と三浦がゲストとして生出演し、他の歴代MCもVTRにて出演した。

### JR札幌駅中継レポーター
- 米山みつ（当時UHBアナウンサー、1989年10月 - 1992年3月）

当時JR札幌駅のパセオ東側にあるゾーン「ミズランド」にあったサテライトスタジオから放送。
- 宇野章午（UHBアナウンサー、1993年10月 - 1994年3月）
- 上田なおみ（「駅長さんいらっしゃ〜い」等にて中継担当）

### レポーター
- 上田なおみ
- 常国みどり
- 森訓子
- 萬谷利久子
- 石井雅子
- 高木友子
- 徳永エリ

### コープさっぽろインフォメーション
- 高木友子（番組開始当初から最終回まで担当）

後番組の『のりゆきのトークDE北海道』へコーナーごと継続された。

### 天気情報
- 神崎聡子（ウェザーニューズ）

### サガティック中継（料理コーナー）
- ヒロ福地（当時は福地之裕）
- 出納明子（当時北ガスクッキングスクール講師）

後番組の『のりゆきのトークDE北海道]』へコーナーごと継続された。

### 番組マスコット
- ポテリン

ポテトジャーナルの時にオープニングCGに出ていたキャラクター。セット内にも飾られていた。ポテトに変わってからは見かけなくなったが、最終回では宇野アナに抱えられて出演していた

## 放送時間

### TVポテトジャーナル
- 月曜日から金曜日の16:00 - 17:00

放送開始当初は16:00 - 16:55で、16:55からは「まるいテレビショッピング」が放送されていた。

### ポテト
- 月曜日から金曜日の15:30 - 16:30